# Lomaspilis artoni
Lomaspilis artoni är en fjärilsart som beskrevs av Burrau 1950. Lomaspilis artoni ingår i släktet Lomaspilis och familjen mätare. Inga underarter finns listade i Catalogue of Life.